# Pinar del Rey (métro de Madrid)
Pinar del Rey est une station de métro à Madrid qui dessert le district d'Hortaleza.

## Histoire
La station fait partie de la ligne 8 du métro de Madrid et est inaugurée le 15 janvier 2007.